# Tersivel
Tersivel es una banda argentina de metal pagano, formada en 2004. Junto con bandas como Skiltron y Tengwar, son considerados una de las primeras bandas de Folk Metal de Argentina.

## Historia
Tersivel fue formada en 2004 por Lian Gerbino en Wilde, Buenos Aires Argentina. En ese entonces con músicos y amigos del barrio, editan un demo llamado Desde El Prado De Los Silencios. No sería hasta el 2006 donde Nicolás Närgrath entra a la banda en voces guturales y el proyecto comienza a tomar forma. Al poco tiempo después de realizar su primer EP titulado When She Sang..., todos los miembros excepto Lian y Nicolás, decidieron dejar la banda. Luego de esto, Franco Robert se unió a Tersivel en teclados, Sefirot en batería y Maxi Corbalán en bajo. Para este entonces Nicolás se sumó a las guitarras y Lian decidió estar a cargo de las voces limpias.
En agosto de 2010, después de varios shows en la escena underground de Argentina, Tersivel realiza su segundo EP llamado Far Away In The Distant Skies creando una gran expectativa internacional. En este período, Sefirot y Maxi Corbalán dejaron la banda.
En enero de 2011, Hernan Martiarena se une a Tersivel en la batería.
El 26 de febrero lanzan su primer álbum titulado For One Pagan Brotherhood que contiene doce tracks con una mezcla entre música italiana, música siciliana, música celta y metal extremo. Hay algunos instrumentos tradicionales como guitarras acústicas, buzuki irlandés, y bodhrán. Este álbum cuenta con la participación de Xandru Reguera (de la banda argentina de música tradicional irlandesa, Na Fianna) como invitado especial en dos tracks. Todas las letras son escritas por Lian Gerbino y todas son sobre paganismo e historia precristiana.
En los últimos tres meses del 2011, hicieron su primer video oficial para la canción "As Brothers We Shall Fight". Acto seguido comenzaron una gira latinoamericana incluyendo tres países y trece ciudades.
En enero de 2012, Camilo Torrado se convierte en el bajista oficial de la banda. Este mismo año, Nicolás Närgrath y Hernán Martiarena dejan la banda.
En enero de 2013, Tersivel saca un segundo video oficial, esta vez para la balada "Those Days Are Gone" con Xandru Reguera como músico invitado, tocando el buzuki, quien de hecho, tocó la canción original del disco.
El 15 de marzo de 2014, Tersivel sumó al baterista Andrés Gualco y empezaron a trabajar en su segundo disco.
El 5 de diciembre, lanzaron su tercer video oficial, "Argentoratum", siendo este el primer tema revelado de su próximo disco.
En enero de 2015, Tersivel encabeza el festival Huarpe Cuyun en San Juan, Argentina, junto a bandas como Mastifal, Serpentor y Tren Loco.
Durante el mes de octubre de 2017, Tersivel lanza su segundo álbum de estudio titulado "Worship Of The Gods".
En diciembre de 2018, la banda da a conocer una nueva canción que es editada como sencillo. La canción, que también saldría acompañada de un videoclip, se titula "Satyrs Wine Part II".
En julio de 2020 la banda regresa, rejuvenecida y con nueva inspiración, con un nuevo sencillo titulado Embers Beneath The Spirit. Tersivel realizó un acercamiento más orgánico a la grabación del mismo, creando una mezcla que es difícil de categorizar o encasillar dentro de un solo estilo o subgénero.

## Nombre
Tersivel es una palabra para reunión. Tersivel significa "Reunión o asamblea de diferentes grupos o movimientos paganos con el interés común de preservar las creencias de su pueblo o de sus antepasados".

## Miembros

### Miembros actuales
- Lian Gerbino - voz, guitarras, bodhrán (2004-presente)
- Franco Robert - teclados, acordeón (2006-presente)
- Danny Ebenholtz - batería (2019-presente)

### Antiguos miembros
- Andrés Gualco - batería (2014-2019)
- Camilo Torrado - bajo (2012-2018)
- Nicolás "Närgrath" Pérez - voces guturales, guitarra (2006-2012)

### Miembros en vivo
- Mauro Frison - batería (2010)
- Douglas Gonzalez Bethencourt - bajo (2010-2011)
- Ignacio López - bajo (2011)
- Santiago Sauza - batería (2013)
- Joaquín Gómez - guitarra (2013)

## Discografía
- 2004 - Desde El Prado De Los Silencios (demo)
- 2006 - When She Sang... (demo)
- 2010 - Far Away In The Distant Skies (EP)
- 2011 - For One Pagan Brotherhood (álbum de estudio)
- 2014 - Argentoratum (sencillo)
- 2017 - Worship of the Gods (álbum de estudio)
- 2018 - Satyrs Wine Part II (sencillo)
- 2020 - Embers Beneath The Spirit (sencillo)
- 2022 - To The Orphic Void (álbum de estudio)

## Videografía
- 2011 - As Brothers We Shall Fight (video oficial)
- 2013 - Those Days Are Gone (video oficial)
- 2014 - Argentoratum (video oficial)
- 2018 - Satyrs Wine Part II (video oficial)
- 2020 - Embers Beneath The Spirit (video oficial)